# Badiaria
Badiaria là một chi bướm đêm thuộc họ Tortricidae.

## Các loài
- Badiaria plagiostrigata Razowski & Wojtusiak, 2006